# María Sarmiento Manuel
María Sarmiento Manuel (¿? – 1516). También conocida como María Sarmiento Manuel, fue una noble dama castellana de finales de la Edad Media, señalada por su papel en la defensa del patrimonio de sus hijos segundones y por la protección de sus hijas, así como por la defensa de sus derechos jurisdiccionales. Ejerció como señora de Morillas y Cuartango (Álava) hasta su muerte.

## Orígenes familiares
María Sarmiento nació en una familia noble, hija de García de Sarmiento, señor de Sobroso y Salvatierra de Miño, y de María Manuel.Su madre estaba emparentada con algunos de los miembros más destacados de la alta nobleza castellana y portuguesa, los Villena y los Acuña, en tanto que hija de Sancho Manuel de Villena y de María Ginebra de Acuña. García Sarmiento y María Manuel tenían ya hijos de otros enlaces, de manera que María tuvo varios hermanos y hermanastros. Como hermanastros por parte de su padre, Diego Sarmiento, que heredó el señorío paterno, y por parte de madre, el obispo Luis Vázquez de Acuña y Osorio, el belicoso obispo de Burgos que jugó un papel activo en los conflictos dinásticos que perturbaron la Corona de Castilla durante la segunda mitad del siglo XV. Hermanos propios de padre y madre fueron Antonio Sarmiento, alcalde mayor de Burgos y Pedro Girón, arcediano de Valpuesta.

## Biografía
No se tienen noticias de su biografía antes de casarse. María Sarmiento se casó alrededor de 1457 con García López de Ayala Herrera, señor de Ayala y Ampudia, y mariscal de Castilla, con quien tuvo siete hijos: Fernando, María, Pedro, Mencía, García, Ginesa y Miguel. Su hijo Pedro, conocido como Pedro López de Ayala, fue el primer conde de Salvatierra de Álava, heredó el mayorazgo y fue sucesor en los oficios regios que ostentó su padre. Recibió el sobrenombre de “el Comunero”, por su participación en la Guerra de las Comunidades de Castilla. De sus hijas destaca María de Ayala, quien jugó un papel importante en la perpetuación de la memoria funeraria del linaje de Ayala.
De la biografía de María conocemos varias actuaciones significativas durante su etapa de viudedad. A la muerte de su esposo en 1485, María Sarmiento asumió el liderazgo familiar y la función legal de tutora de sus hijos menores (Miguel, García, María y Ginesa)4, lo que le llevó a un enfrentamiento durísimo con su hijo mayor, Pedro López de Ayala, por el reparto de la herencia del mariscal. Este conflicto se intensificó debido a la existencia de un codicilo falsificado a instancias de María Sarmiento que habría utilizado para intentar redistribuir la herencia en favor de sus hijos menores. Este enfrentamiento, que involucró pleitos legales y violencia (María llegó en el pleito a acusar a su hijo de crueldad contra sus vasallos), culminó en una sentencia arbitral en 1492 que sirvió finalmente para pacificar a las partes y sus respectivas clientelas.Pedro de Ayala quedó como el principal beneficiario del patrimonio, pero otorgó a María Sarmiento el usufructo vitalicio de los señoríos de Morillas y el valle de Cuartango, que habrían de reintegrarse en el mayorazgo a la muerte de María.
El señorío sobre estos lugares que comprendían las torres de Morillas, las aldeas de Morillas, Subijana y Orbijana y el valle de Cuartango (Álava) había sido concedido a María Sarmiento por su marido el mariscal Ayala en 1480, por donación. Pero a la muerte de éste, su hijo Pedro López de Ayala le usurpó la posesión de forma violenta, hecho que fue reclamado en el mismo pleito que le enfrentó por la herencia. La sentencia le devolvió plenos derechos jurisdiccionales, aunque de forma vitalicia. Hay testimonios que indican que ejerció el señorío con plenos poderes. Otro pleito posterior por derechos señoriales le enfrentó nuevamente con su hijo, por la posesión de los pisones de Aguilarejo, unos molinos que reportaban importantes rentas y un capital simbólico añadido, por lo que suponían los molinos como representación de dominio señorial.

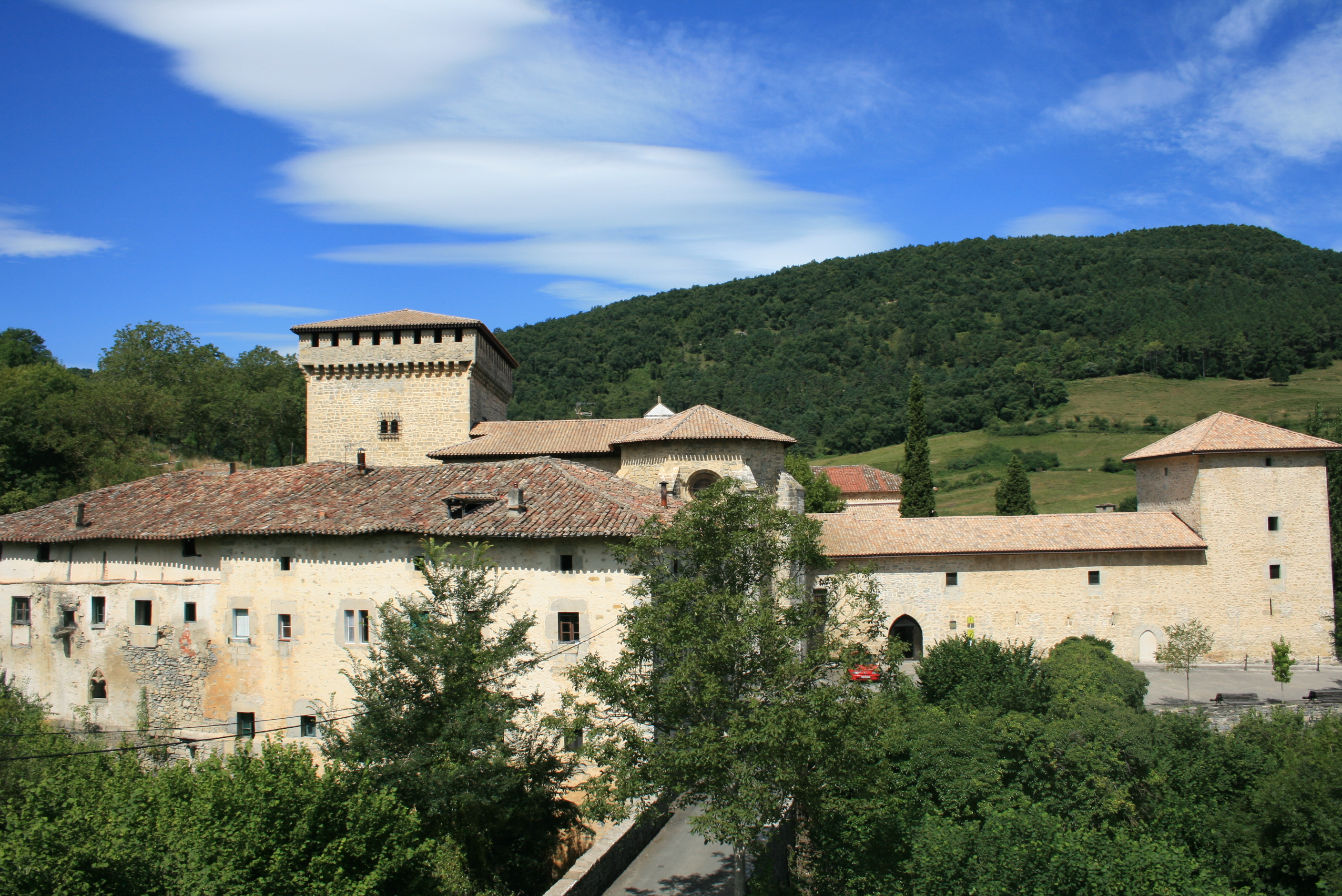
Monasterio de Quejana

María Sarmiento falleció en 1516, y fue enterrada por deseo propio en la capilla funeraria familiar del monasterio de San Juan de Quejana. Dejó un legado de resistencia y poder en una época donde las mujeres nobles enfrentaban limitaciones legales y sociales significativas. Su vida refleja la complejidad de las relaciones intrafamiliares y señoriales de la nobleza castellana del siglo XV.

## Protección de sus hijas ante los malos tratos
Además de defender los intereses económicos de sus hijos segundones, María Sarmiento también protegió a sus hijas frente a los abusos maritales que sufrieron y garantizó su seguridad dentro de una red clientelar que consolidó durante su vida.
Cuando Ginesa de Ayala, hija de María Sarmiento, sufrió malos tratos por parte de su esposo, Ochoa de Salazar, preboste de Portugalete, María Sarmiento le brindó refugio en su casa. La situación llegó a tal punto que Ochoa de Salazar intentó irrumpir en la casa de María Sarmiento con un grupo de hombres armados para recuperar a su esposa por la fuerza. Sin embargo, la intervención de los criados de María Sarmiento y de algunos caballeros impidió la acción violenta.
Asimismo, María de Ayala, otra de las hijas de María Sarmiento, dejó constancia en su testamento del abandono que sufrió por parte de su marido, Enrique de Acuña, conde de Valencia de don Juan, durante su enfermedad. Durante los años que duró la convalecencia, su madre fue quien veló por ella. En reconocimiento a su apoyo, María de Ayala la nombró heredera universal de sus bienes. María Sarmiento también tuvo que pleitear con su yerno, Enrique de Acuña, conde de Valencia de Don Juan, por esta herencia de su hija María de Ayala, que había desheredado a su marido en beneficio de su madre, como consecuencia de desavenencias económicas que mantuvo con él y del abandono sufrido durante su enfermedad.
Estas acciones son una muestra del relevante papel que María Sarmiento desempeñó en la protección del linaje.

## Memoria y legado
María Sarmiento destacó por su apoyo a la reforma religiosa observante impulsada por la reina Isabel la Católica. Dotó la construcción de la capilla que serviría de enterramiento de varios miembros del linaje y que había promovido su hija María en el monasterio de San Juan de Quejana.Dotó el monasterio con importantes recursos económicos, que abarcaba fundaciones benéficas como las arcas de misericordia.

## Descendencia
De su matrimonio con el mariscal García López de Ayala Herrera, señor de Ayala y Ampudia, nacieron varios hijos e hijas:
- Fernando (m. en 1485)
- María de Ayala (m. 1496), casada con Enrique de Acuña, conde de Valencia de don Juan.
- Pedro López de Ayala, el Comunero, conde de Salvatierra (m. 1524), casado con Aldonza de Avellaneda y con Margarita de Saluces, en segundas nupcias
- Mencía de Ayala (m. 1509), casada con el contador mayor Antonio de Fonseca, señor de Coca.
- García
- Ginesa de Ayala, casada con Ochoa de Salazar, señor de Portugalete.
- Miguel, abad de Santa Pía.